# Cryptanthus bivittatus
Cryptanthus bivittatus är en gräsväxtart som först beskrevs av William Jackson Hooker, och fick sitt nu gällande namn av Eduard August von Regel. Cryptanthus bivittatus ingår i släktet Cryptanthus, och familjen Bromeliaceae. Inga underarter finns listade i Catalogue of Life.

## Bildgalleri

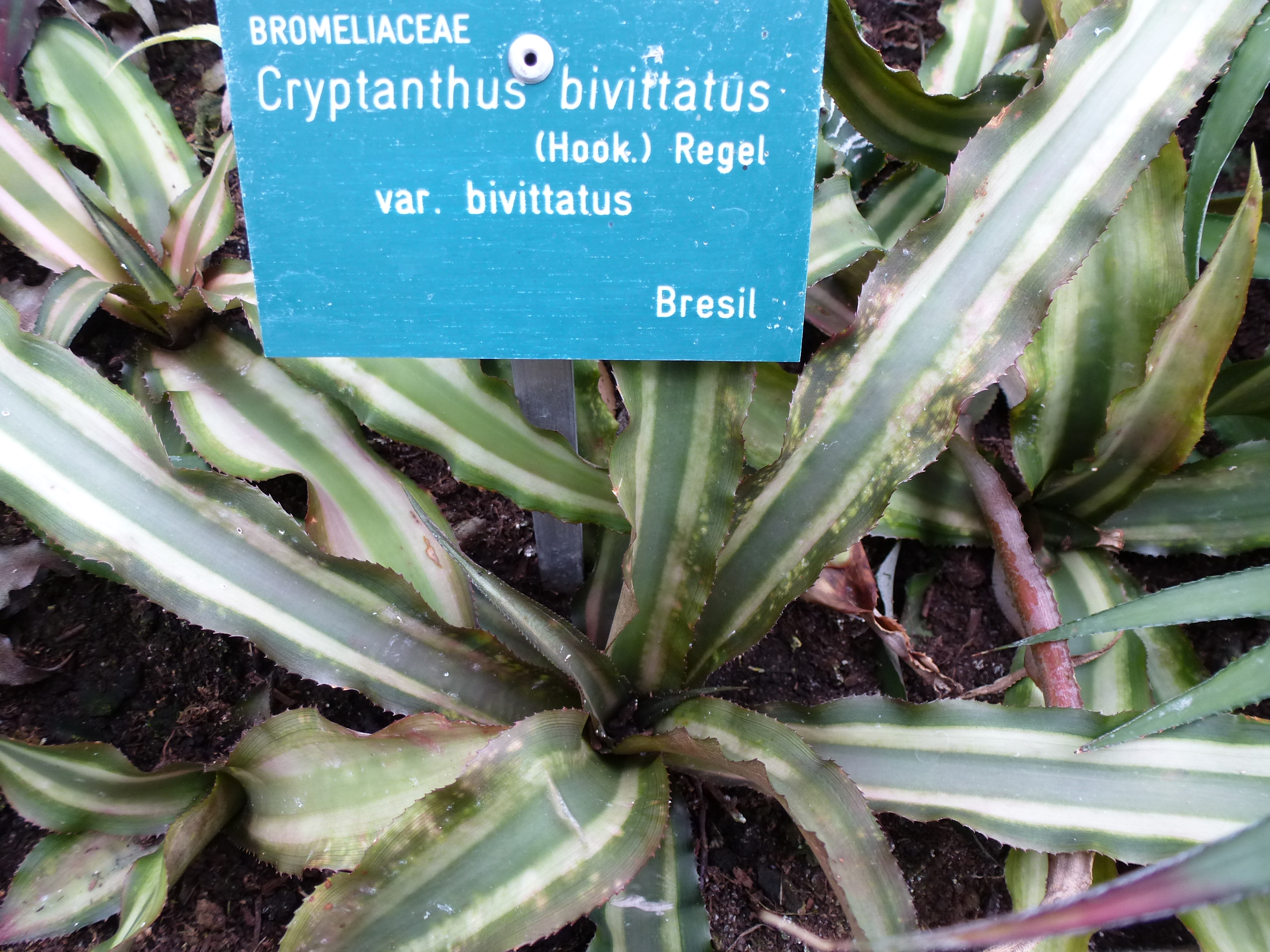
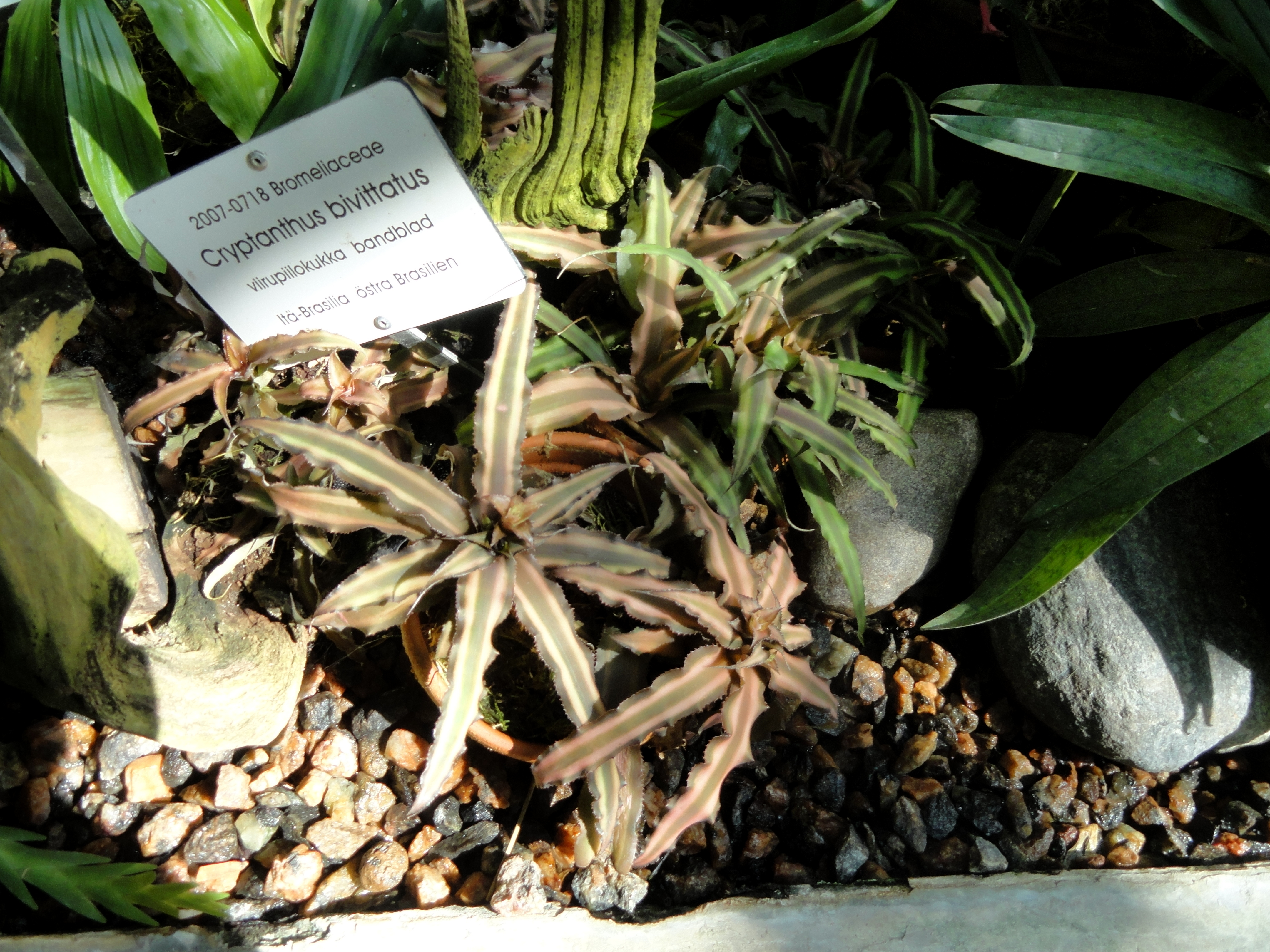
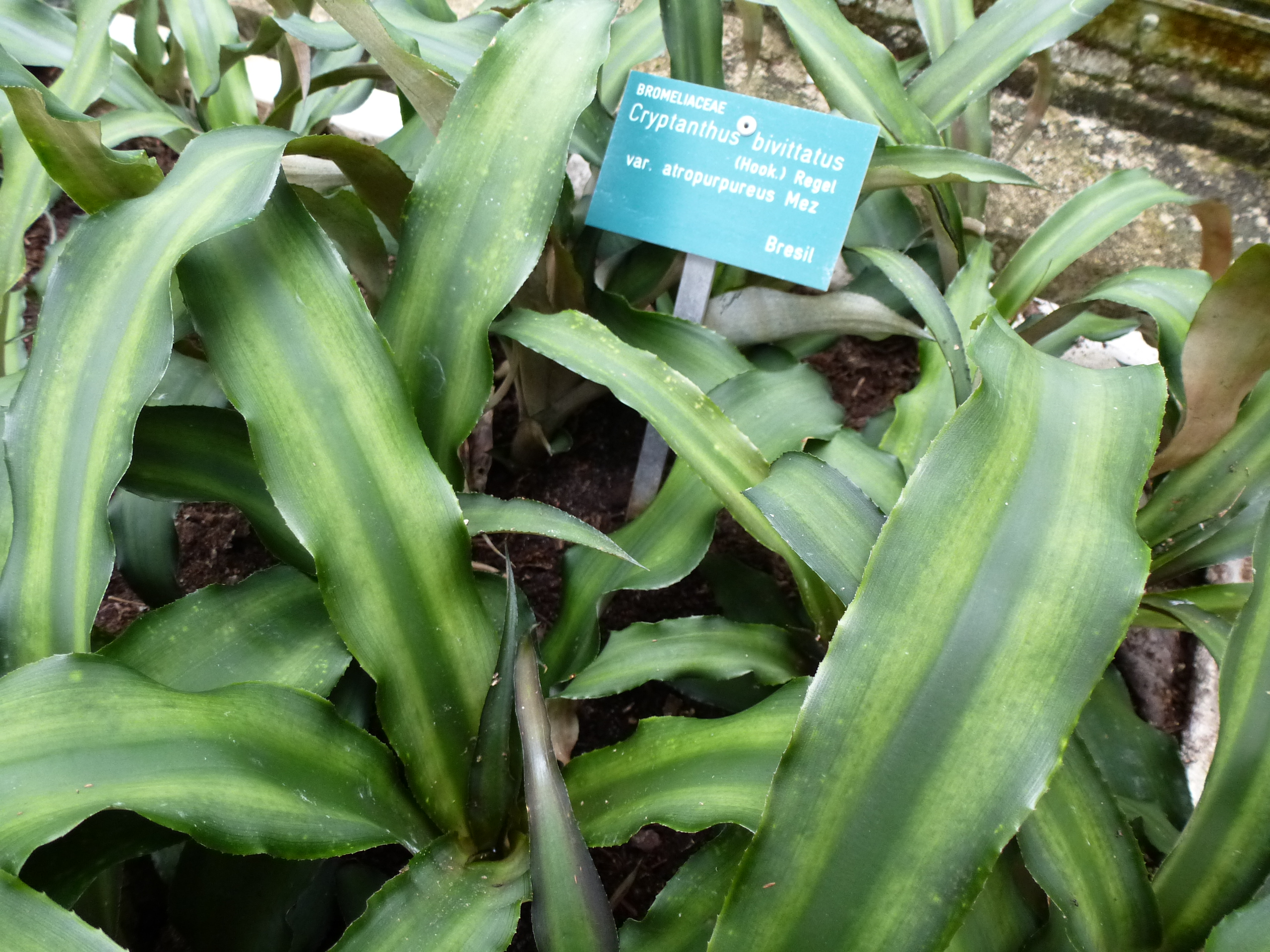
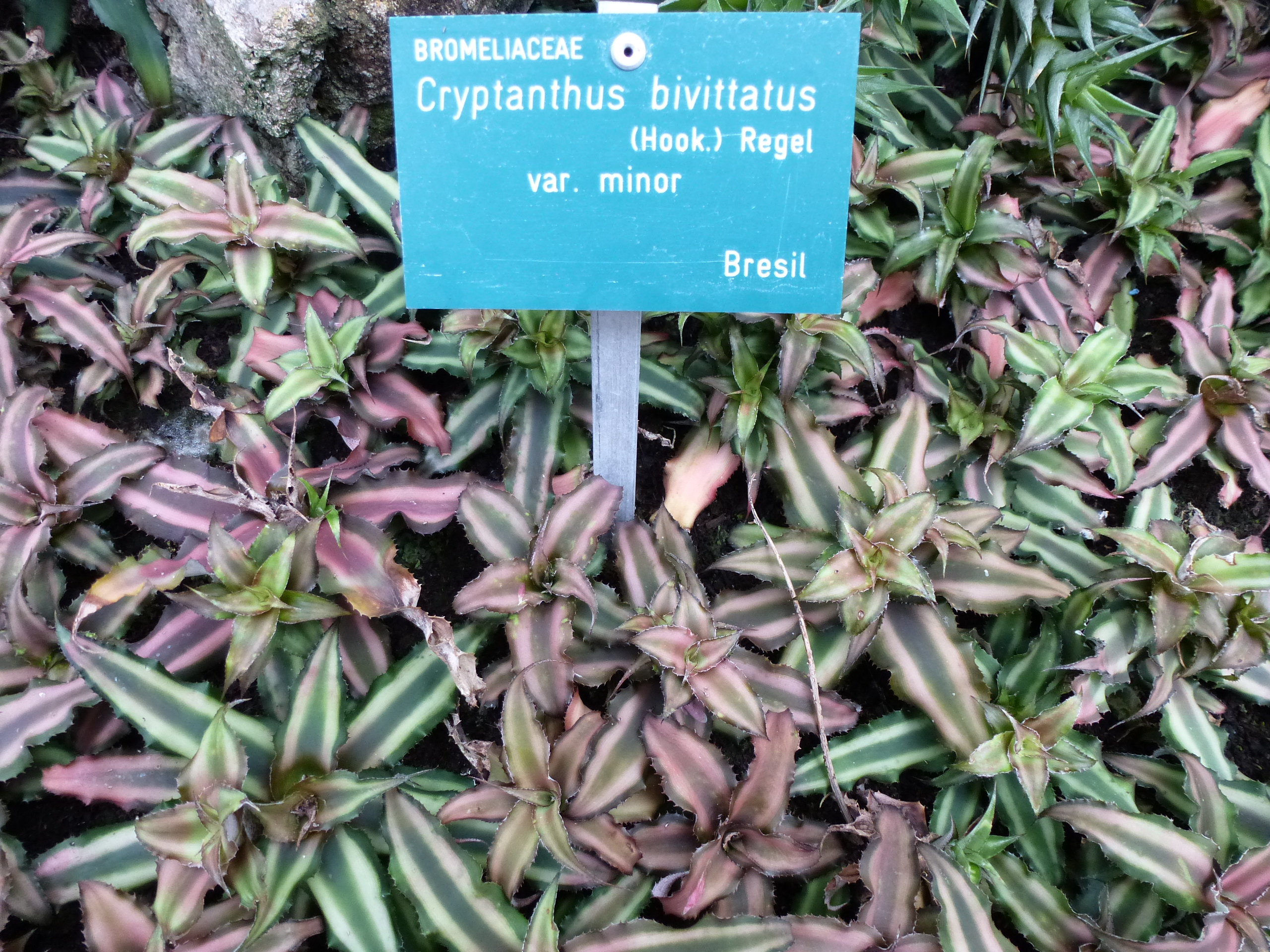